# Лісокультурні роботи
Лісокульту́рні робо́ти — роботи зі штучного створення лісових насаджень. 
Вони включають: 
- збирання та оброблення лісового насіння,
- обробіток ґрунту в лісорозсадниках та в місцях вирощування стиглого лісу,
- висівання обробленого насіння в оброблений ґрунт або пересаджування в нього молодих рослин,
- догляд за ними шляхом механічного оброблення ґрунту або іншими способами, що протидіють розвитку небажаної рослинності в місцях штучного вирощування дерев.